# Le Concert (Vermeer)
Pour les articles homonymes, voir Le Concert.
Le Concert (Het concert) est un tableau de Johannes Vermeer, peint entre 1663 et 1666. Il était exposé au musée Isabella-Stewart-Gardner de Boston, avant d'être volé en 1990 (huile sur toile, 72,5 × 64,7 cm). C'est peut-être l'une des œuvres volées les plus chères, son estimation est d'environ 250 000 000 $.

## Description
Le tableau représente une personne jouant du clavecin et un homme de dos, jouant du luth devant une femme debout à ses côtés. Au premier plan apparaissent les détails d'un tapis d'Orient posé sur une table, un instrument à cordes, et une viole de gambe posée sur le sol.
Sur le mur à droite, on peut reconnaître L'Entremetteuse de Dirck van Baburen qui apparaît également dans Jeune Femme jouant du virginal ; à gauche un paysage pastoral sauvage.
L'image, qui mesure 72,5 × 64,7 cm, montre trois musiciens : une jeune femme assise au clavecin, un homme jouant du luth et une femme qui chante. Le couvercle renversé du clavecin est orné d'un paysage arcadien ; sa couleur vive contraste avec les deux tableaux accrochés au mur à droite et à gauche. Une viole de gambe est allongée sur le sol. Les vêtements et l'environnement des musiciens les identifient comme des membres de la haute bourgeoisie. Le joueur de luth masculin, par exemple, porte un baudrier et une épée. Malgré sa simplicité, le sol en marbre noir et blanc est précieux et luxueux.
Des deux tableaux à l'arrière-plan, celui de droite est L'Entremetteuse de Dirck Van Baburen (vers 1622), qui appartenait à la belle-mère de Vermeer, Maria Thins. L'œuvre apparaît également dans sa Dame assise au virginal, probablement peinte environ six ans après Le Concert. Le tableau de gauche est un paysage pastoral sauvage. Le thème musical dans la peinture hollandaise à l'époque de Vermeer connotait souvent amour et séduction, mais dans ce cas, le sentiment est plus ambigu. Bien que la présence de l'image sexuellement exubérante de Van Baburen suggère une telle interprétation, sa fonction peut être de fournir un contraste avec la situation domestique réelle. De la même manière, les scènes paisibles représentées sur le clavecin contrastent avec le paysage sauvage peint sur le mur.

## Historique

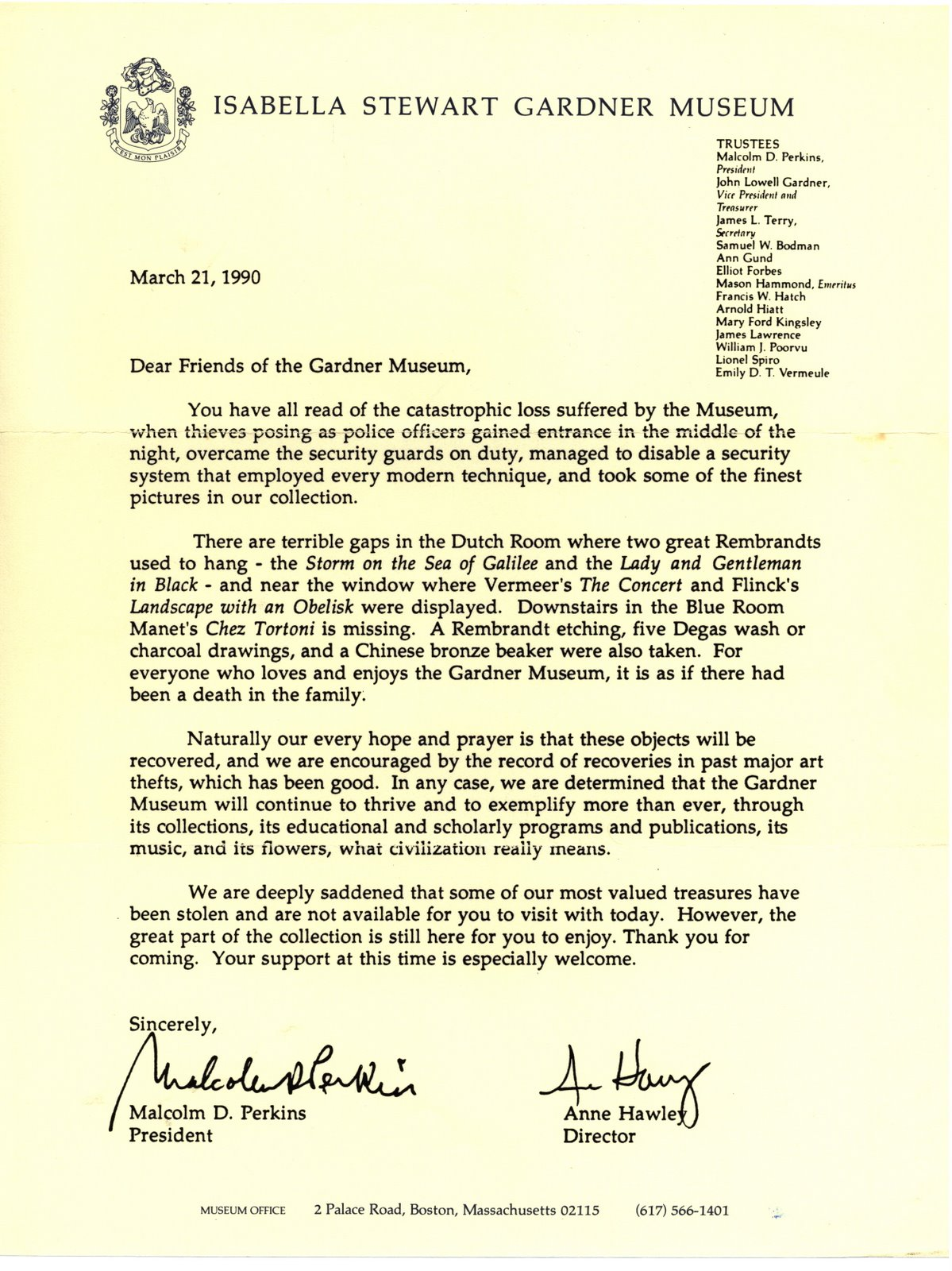
Lettre envoyée par le musée de Boston à ses membres pour les informer de la disparition du tableau.

Le tableau a été volé au cours de la nuit du 18 mars 1990 au musée Isabella-Stewart-Gardner. Il n'a pas encore été retrouvé.
Stolen est un documentaire sur le vol du tableau, produit par PBS et réalisé en 2006 par Rebecca Dreyfus.

## Évocations
- Dans un épisode de l'émission de télévision satirique américaine The Colbert Report, Stephen Colbert affirme être en possession de l'œuvre.
- Dans l'épisode 26 de la deuxième saison de la série télévisée Suspicion titré "Ten Minutes from Now" (titre français inconnu), un personnage est montré en train de voler le tableau dans un musée.
- Dans le roman de Tracy Chevalier La Jeune Fille à la perle, qui raconte l'histoire d'une jeune servante qui est employée par le peintre et qui s'en éprend, l'homme de dos est assimilé à Pieter Van Ruijven, le mécène des Vermeer. Dans le film adapté du roman, Vermeer est montré en train de peindre le tableau en même temps qu'il peint La Jeune Fille à la perle.
- An Object of Beauty, un roman de Steve Martin (2010), non traduit, évoque le vol du tableau au Musée Stewart Gardner.
- Dans l'épisode de Les Simpson, "American History X-cellent" (première diffusion américaine: 11 avril 2010), Mr. Burns est emprisonné après que l'on découvre que Le Concert fait partie de sa collection.
- Dans un des romans d'aventures Les 39 Clés (Tome 18 : La Menace Pierce) le tableau est trouvé par Amy et Dan Cahill en Italie.
- Dans l'épisode 1 de la saison 7 de la série NCIS : Los Angeles le personnage Anatoli Kirkin déclare qu'il a volé Le Concert.
- Dans l'épisode 3 de la saison 2 de la série Star Trek: Strange New Worlds, le tableau apparaît en possession du personnage Pelia. Elle l'aurait cependant volé au Louvre, et non au musée Isabella-Stewart-Gardner de Boston.